# Grand Haven
Grand Haven település az Amerikai Egyesült Államok Michigan államában, Ottawa megyében, melynek megyeszékhelye is. Lakosainak száma 11 011 fő (2020. április 1.).

## Népesség
A település népességének változása:

| 2010 | 10 412 |
| 2020 | 11 011 |